# لیسا سیمز
لیسا سیمز (انگلیسی: Lise Simms؛ زادهٔ ۱۷ مارس ۱۹۶۳) یک هنرپیشه، و خواننده اهل ایالات متحده آمریکا است. وی از سال ۱۹۹۲ میلادی تاکنون مشغول فعالیت بوده است.
او در فیلم دندان‌پزشک بازی کرده است.